# 武山真理子
武山 真理子（たけやま まりこ、1932年〈昭和7年〉9月10日 - ）は、京峰 マリ（きょうみね まり）という名前で活躍した日劇ミュージックホールの元踊り子。ベトナム戦争下のサイゴンで、アメリカ軍慰安の為に踊り、戦場のダンサーと呼ばれた。鳳蘭が演じたミュージカル、『ソング・オブ・サイゴン』のモデルでもある。

## 経歴

### 台湾時代
1932年（昭和7年）9月10日、台湾の高雄市に小林姓として生まれる。兄弟は弟と妹がおり、家は台湾人の使用人が10人もいるくらい裕福であった。日本人学校に通っていた真理子は子供の頃から歌や踊りが好きで、4歳の時、現地の児童舞踏団に入って踊りを習い始める。しかし父からは踊りを厳しく禁じられていたため、この習い事は父には内緒であった。
1937年（昭和12年）、日中戦争が勃発してからは、台湾は日本軍の保養所のような役割を担い、4才の真理子は軍港や基地で開かれる、日本兵のための慰問会で『かもめの水兵さん』等を歌って踊り、兵士たちのアイドル的存在となる。
1941年（昭和16年）に日本が太平洋戦争に突入してからは台湾の役割はさらに大きくなり、本土からも慰問団がやってくるようになり、真理子は人気歌手のディック・ミネと同じ舞台に立ったこともあった。そのうち台湾も米軍の空襲を受けるようになり、桃園区へ疎開したが、そこでも何度も空襲に会い、操縦する米兵の顔を目撃出来るほど、超低空で飛行する米軍機の機銃掃射を受け、台湾の農民が巻き添えになるのを目の当たりにする。
1945年（昭和20年）8月、日本が敗戦を迎えると、それまでの日本人と台湾人の立場が180度逆転する。今まで優しかった近所の台湾の人達が、がらりと態度を変え「日本人出て行け!」と叫びだし、家へ押し入ったり罵声を浴びせたりという状況に、幼い真理子は恐怖を感じた。同時期に中国本土から国民革命軍が、米軍の軍艦に分乗してやって来るが、ここでも真理子は台湾光復の歓迎式典に動員され、台湾の子供たちと一緒に中華民国国歌を歌った。

### 日本に帰国
しかしこの時期から台湾内の治安は急速に悪化し、日本軍は先に日本に引き揚げて真理子たち民間人ばかりが取り残され、財産は全て没収されるなどして一家は貧乏のどん底に突き落とされた。外出も困難になり、12月になって一家は金目のものはほとんど奪われて、中国人や台湾人の群衆から逃げるようにして、日本へ向かう船に乗船して脱出することが出来た。引揚船は東シナ海から瀬戸内海へ入り広島県の大竹市に入港することが出来たが、途中船上で力尽きて亡くなる人間もいたほど過酷な船旅であった。港では上陸したとたん、進駐軍によって頭からDDTの洗礼を受けた。
日本に着いても、どこに行く当てもなく、とりあえず一家は東京へ向かったが、そこは空襲で一面焼け野原であった。仮住まいの避難所として上野の寺にあった一時収容所に泊まることが出来たが、次から次にと家を失った者であふれかえって長居は出来ない状況であった。上野は戦争罹災者と外地からの引揚者、浮浪児などでごった返し、闇市にはパンパンが米兵と腕を組んで歩き、真理子は戦争で日本が負けたことの意味を痛感する。結局、一家は次の年の3月まで行く宛てもなく、そのまま収容所に留まることになる。
そのうち父方の叔父と連絡がとれて、一家は栃木県宇都宮市へ向う。住まいは兵舎跡であった。父は「台湾のことはすべて忘れたい」と名字を本家筋の武山姓に変えてしまい、真理子も武山真理子となる。苦しい生活が続き、台湾から引き揚げる時に隠し持ってきた金目になる物を少しずつ売って、一家は何とか生活をしのいだ。小学生だった真理子の唯一の愉しみは、近所で催すのど自慢大会への出場だった。ラジオさえさほとんど普及していなかった当時は、のど自慢大会は庶民の中心的な娯楽であったが、真理子にとってはこれは生活がかかっており、優勝しては商品や賞金を手にして、それが一家を支える稼ぎの一部となっていた。こののど自慢荒らしは中学、高校と続けた。高校の方は栃木県立宇都宮中央女子高等学校へ進学、文化祭では得意の歌や踊りを披露し人気者となった。踊りの方も地元の舞踏団に所属してバレエやフラメンコ等の舞踏を学び、会社の慰問会などで芸を磨いた。やがて3年ほどは仕事のなかった父は金庫会社を興し、それが当たって無一文だった一家には再び経済的余裕が生まれる。
1952年（昭和27年）、高校を卒業した真理子は上京し、引き揚げた時は焼け野原だった東京が、すっかり都会に変貌していたことに驚きを覚える。19歳になった真理子は世田谷区に落ち着き、いくつかの仕事を転々としていたが、バレエを学びたいという欲求が抑えられなくて、松竹歌劇団出身のダンサーの付き人になり本格的に習い始める。両親も上京してきて、父は新聞を発行する会社を興していた。父からは、それまで踊りを禁じられていたが、バレエシューズと稽古着を買ってもらい、立川市、座間市、福生市等の米軍基地での進駐軍相手に無給で踊り、腕を磨いた。

### 日劇ミュージックホールのダンサーへ
次第に独立して仕事を取れるまでになっていた1957年（昭和32年）の10月、25歳の時、丸尾長顕から日劇ミュージックホールへスカウトされる。最初は裸になって踊るのは抵抗があって何度も断るが、うまい具合に説き伏せられてしまい、京峰マリの芸名でデビューすることとなる。当時、東京は850万人の人口を抱える世界一の都市になって、銀座はキャバレー文化が横溢しており、真理子たちダンサーは夜、日劇の公演が終わると、そのまま化粧も落とさずにハイヤーを貸し切ってキャバレーやクラブを一晩に3、4件もはしごして回るというアルバイトもした。一つの店で2曲ほど踊っては次の店へ移動して踊るという目まぐるしい生活を送って稼ぎまくり、一流企業の重役並みの収入を得た。日劇ではコントも演じ、トニー谷とも共演している。しかし当時、裸の殿堂とも言われ、トップレスショー等もしていた日劇ミュージックホールの出演が父にばれ、勘当状態になった。
1961年（昭和36年）、28歳の時、知り合った実業家の客との間に長男を儲け結婚し、翌年、日劇ミュージックホールを退団する。
1962年（昭和37年）3月、父を亡くし、それまで父が発行していた新聞、『観光物産新聞』を存続させるべく経営を引き継ぐ。本社は板橋区で銀座に編集部を構えた、社員は5人ほどの会社だった。真理子はいつかは駅売りにまで持って行くという目標を掲げて奔走したが、多忙となり離婚する。子供は母親に預け、会社を支える資金稼ぎのために、社長業の合間をぬって、地方へ踊り子として巡業を始めた。ストリッパーと同じ舞台にも立ったが、「元日劇ミュージックホールのダンサー」と言う肩書きがものを言い、衣装は着けたままの踊りで見せることが出来た。
その後、新聞の方は休刊とし、ギャラのよさに惹かれて1964年（昭和39年）1月、31歳で香港、バンコク、シンガポール、クアラルンプールという9か月にも及ぶ東南アジアのクラブやホテルでの長期巡礼の旅に出た。日本に帰って来た時は『1964年東京オリンピック』が始まろうとしていた時だった。この時の経験で海外公演のうまみを知った真理子は、たびたび、東南アジアへ巡業へ出ることになる。この時期、藤田まこと主演の映画、『一発かましたれ』（1965年6月5日公開、東映）にナイトクラブのダンサー役で出演している。

### 戦時下のベトナムへ
1966年（昭和41年）9月、香港の興業の担当者から「サイゴンのクラブでショーをやってくれ」との誘いを受ける。ベトナム戦争の真っ只中のために、踊り子が誰も行きたがらず、真理子も「戦場で踊るなんてとんでもない」と断ったが拝み倒されて、1か月だけという条件で渋々了解する。
真理子は重さ100キロにはなるという舞台衣装を2つのトランクに分け、タンソンニャット国際空港からベトナム入りする。そこでは遠方に爆撃で舞う黒煙、重々しい地響きのような砲撃音、ロケット弾が夜空に舞うという戦場の光景を間近に感じながら、契約した高級クラブ、『バンカン』で着物を着ての日本舞踊や奇抜で派手なドレスを着てのダンス等のショーを演じた。客筋はアメリカの将校、各国の外交官、商社の人、ベトナムの政府関係者、実業家が主であった。当初は1か月という約束だったが、契約書は3か月となっており、半ば騙されたような形で滞在を引き延ばされたが、日本のサラリーマンの10倍もの高給にも魅力を感じ、日本に帰っても再び仕事があるという保証もないという理由のために現地に留まった。そして「1、2週間した頃から段々楽しくなってきたんです。いつ爆弾が落ちてくるかわからないという刺激的な生き方がここにはある」というサイゴンでの生活にのめり込んで行く。就労ビザが切れるとプノンペンまで行って査証を更新してベトナムへ再入国するということを繰り返した。一晩に2つのクラブを掛け持ちするというのが真理子の日課で、時には客と踊りの相手をすることもあり、その相手がピストルを忍ばせた南ベトナム解放民族戦線（通称ベトコン）のスパイということもあった。

### 従軍ダンサーとなる
そのうちクラブ側の支配人から、米軍キャンプで踊らないかと誘われ、オーディションを受けることになる。1回のショーのギャラは100ドルで、契約書では「もし負傷、死亡しても米軍側は一切の保証をしない。踊りの最中、反戦を求めるピースサインをしない、乳首を見せない」等との条件が細かく取り決められた。この時期は1アメリカ合衆国ドルが360円の時代で、月に3000ドルを真理子は稼ぐことが出来、日本の家族の元に送金した。
南ベトナムには米軍基地だけでも150カ所以上あり、その中を移動して踊るのが真理子の仕事であった。体育館のようなホールに、1本のロープだけを張って客側と舞台側に分け、銃を携えたMPが護衛する中での、3、4百人はいる米兵の前でのショーであった。野外ではトラックの荷台を仮設ステージにして、その前を複数のMPがタレントを厳重に保護し、15分のショーをフィリピンのバックバンドの演奏や、黒人の歌うブルースに合わせて踊った。米兵は熱狂的で、「TAKE OFF!(脱げ)」とはやし立てる。そういう時、ブラジャーの肩ひもをちょっとずらしたり、背中のホックをとるふりをするだけで大歓声に変わった。そんな兵士たちとの一体感や、今まさに戦場にいるという緊張感に心地よさを感じるが、夜、奇襲に備えて外で寝る兵士たちに耳を傾けると、「ママ、帰りたい、死にたくない」とすすり泣く嗚咽を何度も耳にした。その時、真理子は「明日この人たちは前線に行く。私がこの世で見た最後の女になるかもしれない」と思い、サイゴンに留まる決心を強くする。「踊っていると、もう一曲、もう一曲となかなか終わらせてくれないんです。すごい情熱でした」と当時を回想している。また大韓民国から派遣されてきた首都機械化歩兵師団 (韓国陸軍)の前で、一夜漬けのハングル語でアリランやトラジ (民謡)を歌ったこともあった。ショーの最中に基地周辺に爆弾が落ち、会場の兵士たちが蜘蛛の子を散らすように逃げまどい、MPが覆いかぶさるようにして真理子を守り、恐る恐る立ち上がった後、「生きていた」と実感することもあった。サイゴンから離れた基地で踊るときは、米軍御用達のヘリコプターで移動し、搭乗する時は毎回、撃墜されても命の保証はしないという誓約書にサインをする。「下からベトコンが機関銃を撃ってくるんです。その時は死を覚悟しました」と真理子は言っている。ヘリの中では捕虜として手と足を拘束されたベトコンの兵士と一緒になることもあり、その時は真理子は同じ東洋人という親近感から同情の気持ちを禁じえなかったという。軍用ジープで移動中、黒い塊に近づくと無数のハエが舞い上がり、ベトコンの死体が現れる光景も目の当たりにした。泊まったホテルに砲弾が落ちたこともあり、このような戦時下の危険にさらされながらビエンホア、フエ、ブンタウ、ダナンにある米軍基地を回った。
サイゴンの真理子の住んでいた所は、日本の商社である貿易会社、大南公司のビルで2階に日本料理店の『京』が入っていた。その店は日本のビジネスマンやジャーナリストたちのたまり場になっており、真理子も彼らと親交を深めた。ベトナム戦争の重大な転機となった1968年1月31日のテト攻勢の時、真理子は緊急事態で1日中、野外を駆けずり回って腹をすかした日本人記者たちのために、京の台所を借りて、おにぎりや味噌汁などを作って元気づけた。このテト攻勢以後、ベトナム戦争は激しさを増し、現地で知り合った日本人ジャーナリストたちも爆撃や地雷に触れるなどして次々と命を失っていく。
1968年（昭和43年）8月、日本大使館からも退去命令が出て一旦帰国するが、戦場から遠く離れた平和な日本では充足感を得られず、翌1969年初めには再びベトナムへ戻る。その時の心境を真理子は「GIたちの目に引き戻された」と言い、結局1972年5月まで米軍基地でのダンサーとして留まった。
パリ協定 (ベトナム和平)以後、米軍が段階的に撤退していき、米軍キャンプの慰問が主な収入源だった真理子も、一時は日本に戻ってキャバレーなどのショーに出演するが、踊りを真剣に見つめることのない客の前では、米兵を前にした時のような強烈な刺激は得られず、タイ人ダンサーを引き連れて、再び東南アジア各地のクラブに仕事の場を移していった。

### タイで居酒屋を開業
1982年（昭和57年）頃、踊りの方の仕事もなくなった時に、タイ人のムエタイの選手と結婚する。その時真理子は49歳で相手は39歳の年下男性で、東南アジアで一人で生きていく真理子のボディガードも務めた。その夫も酒で体を壊し1996年（平成8年）に亡くしたが、夫が愛人に産ませた二人の子供を引き取って育てる。そのうちタニヤ通りにある日本人オーナーから、自分の持っているカラオケクラブの雇われママを頼まれる。その店で4年ほどママを務めた後、閉店することになったが、真理子は馴染みとなった客のために日本人駐在員が多く住むスクムウィット通りに、新しくタイ料理店を開く。店は一時はタイ人の従業員を20人も抱えるくらい盛況だった。その他に副業として日本人用にアパートの部屋貸しなどもやって生活をしのいだ。その後1991年（平成3年）5月に、移転と同時に店名を『まりこ』として居酒屋を開業する。店の内観は日本の居酒屋と同じ作りで、日本人駐在員の憩いの場となった。バンコクのフリーペーパーにて人生相談をする『愛の泥んこ道』というコラムを連載、主にタイに住む日本人相手に、恋愛などの悩みの助言をした。
1986年（昭和61年）、ダンサーとしては完全に一線を退いた。
ベトナム戦争末期に日本人ジャーナリストたちから慕われた真理子に、劇作家の斎藤憐が興味を持ち、ミュージカル、『ソング・オブ・サイゴン』の台本を書き上げ、1992年（平成4年）2月にPARCO劇場で上演された。主役の真理子役は鳳蘭が演じた。観劇の為、日本に帰国した真理子は鳳蘭と対面している。このミュージカルは1993年（平成5年）10月、新神戸オリエンタルシティでも上演された。
2016年（平成28年）の春、店を閉店して帰国、それ以降、日本に住んでいる。